# Hell (film, 1999)
Pour les articles homonymes, voir Hell.
Pour plus de détails, voir Fiche technique et Distribution.
Hell (地獄, Jigoku) est un film japonais réalisé par Teruo Ishii, sorti en 1999.

## Synopsis
Rika est une magnifique jeune fille de 16 ans. Un jour, elle s'inscrit à un cours de yoga juste par curiosité. Cependant, c'est un piège utilisé par une secte qui commence à utiliser Rika comme personnage symbolique de la secte. En réalisant les relations frivoles du maître de la secte, Kasahara, avec les membres féminins, et la doctrine superficielle du groupe, Rika essaye d'échapper à la secte, mais en vain.

## Fiche technique
- Titre : Hell
- Titre original : 地獄 (Jigoku?)
- Réalisation : Teruo Ishii
- Scénario : Teruo Ishii
- Production : Teruo Ishii et Satoru Kobayashi
- Musique : Jirō Takemura
- Photographie : Tomoki Yanagida
- Montage : Kazuo Inoue et Mitsuko Kawabe
- Pays de production : Japon
- Format : Couleurs - 1,85:1 - Stéréo - 35 mm
- Genre : Film d'horreur
- Durée : 101 minutes
- Date de sortie : 
  - Japon : 1999

## Distribution
- Mutsumi Fujita : Akiko
- Hisayoshi Hirayama : Tsutomu Miyajima
- Miki Satō : Rika
- Yōko Satomi : Miyako Tazawa
- Kenpachiro Satsuma : L'ogre bleu
- Ryuji Takasaki : L'ogre rouge
- Tetsurō Tanba : Asu Shino
- Chiho Yoshida : Satomi

## Autour du film
- Quand on lui demande comment il a abordé le remake de Jigoku, film réalisé en 1960 par Nobuo Nakagawa, le réalisateur répond :

« En réalité ça n'a rien à voir avec Nobuo Nakagawa dans le sens où je voulais réaliser ce projet depuis longtemps. Jigoku est inspiré au départ d'une œuvre qui s'appelle Ojo Yoshu, écrite par un moine qui décrit toutes sortes d'enfers, comme l'enfer de la torture, l'enfer du feu... les différents univers d'enfer. Ce livre est vraiment terrifiant car l'auteur imagine des enfers sans fin, par exemple une personne brûlée vive qui une fois morte revivra éternellement encore et encore les mêmes souffrances. Je voulais donc faire ce film depuis longtemps et parallèlement j'ai tourné Neji-shiki avec Tadanobu Asano. Après ce film, j'avais le projet d'adapter un livre d'Asai Osamu qui s'appelle Ningen Shikaku, toujours avec Asano Tadanobu, mais la Toei a mis du temps à valider le projet, la situation s'est éternisée et j'ai laissé tomber. C'est à ce moment-là que j'ai repris le projet de Jigoku, mais réaliser une adaptation de ce recueil qu'est l'œuvre originale Ojo Yoshu était trop complexe. C'est à cette époque qu'a eu lieu l'attentat au Sarin à Tokyo organisé par Shoko Asahara le gourou de la secte Aum. J'ai commencé à tourner peu après le début de son procès qui était très long et procédurier. D'ailleurs, il continue toujours aujourd'hui, et j'étais très choqué en me disant que si ça se trouve, le procès pouvait durer 10 ans et qu'Asahara allait mourir avant d'être condamné. C'est alors que j'ai eu l'idée de faire un film dans lequel les victimes n'obtiendraient jamais gain de cause. Jigoku décrit l'enfer de Shoko Asahara. »